# Gyöngyöstarján
Gyöngyöstarján è un comune dell'Ungheria di 2.509 abitanti (dati 2001). È situato nella contea di Heves.